# Дядичкин, Вячеслав Николаевич
Вячеслав Дядичкин (род. 29 января 1982) — киргизский, позднее казахстанский шоссейный велогонщик.

## Достижения
2002
2-й на Чемпионат Киргизии — групповая гонка
2003
3-й на Чемпионат Киргизии — групповая гонка
2-й на Чемпионат Киргизии — индивидуальная гонка
2004
2-й на Чемпионат Киргизии — индивидуальная гонка
2005
3-й на Тур Индонезии
2-й на Чемпионате Казахстана по маунтинбайку, XC
2006
2-й на Тур Индонезии